# Mi Gna
Mi Gna är en armenisk-amerikansk sång som från början framfördes av DJ Super Sako och Spitakci Hayko. Även artisten  Maître Gims gjorde en remix på låten. En musikvideo som släpptes på Youtube med låten har i och med juni 2018 över 126 miljoner tittningar. 